# 安哈特-德紹的阿格尼絲
安哈特-德紹的阿格尼絲（德語：Agnes von Anhalt-Dessau，1824年6月24日—1897年10月23日），薩克森-阿爾滕堡公爵夫人，安哈特-德紹公爵利奧波德四世的女兒。她也是一位才華橫溢的畫家。

## 家庭
1853年，阿格尼絲與薩克森-阿爾滕堡公爵恩斯特一世結婚，兩人共有1子1女：
1. 瑪麗（1854年—1898年）
2. 格奧爾格（1856年—1856年），夭折